# M1299
M1299 este un obuzier cu autopropulsie american de 155 mm, care se dezvoltă în cadrul programului de Extended Range Cannon Artillery.

## Istoric
Programul de Extended Range Cannon Artillery (ERCA) a fost proiectat pentru a produce un sistem de obturare autopropulsate cu o autonomie mai lungă și o rată de foc în comparație cu M109A7 existent. Gama și precizia sporită se realizează prin utilizarea unui pistol L / 58 mai lung, precum și prin utilizarea cochilei de artilerie asistată de rachetă XM1113. În mod obișnuit, este de așteptat să încorporeze un autoloader care ar putea crește rata de foc la 10 runde pe minut.